# Церковь Иоанна Новгородского (Шейно)
Церковь Иоанна Новгородского — недействующий православный храм в селе Шейно Торопецкого района Тверской области. В настоящее время находится в сильно разрушенном состоянии. Памятник архитектуры регионального значения.

## История
Каменный храм был построен в 1804 году (по другим данным в 1829 году) на средства графа Григория Григорьевича Кушелева. Имел один престол — во имя Святителя Иоанна Новгородского.
На установленной над храмом колокольне висело 4 колокола, самый большой из них весил более 196 килограмм.
В 1876 году Иоанновский храм был приписан к Воскресенской церкви села Манушкино.
В церкви находились местнопочитаемые иконы Успения Пресвятой Богородицы, Николая Чудотворца и Святителя Иоанна. Достопримечательностью храма являлась роспись потолка.

Храм был закрыт в 1930-е годы, сильно разрушен. К настоящему времени уцелела только коробка стен без перекрытий.

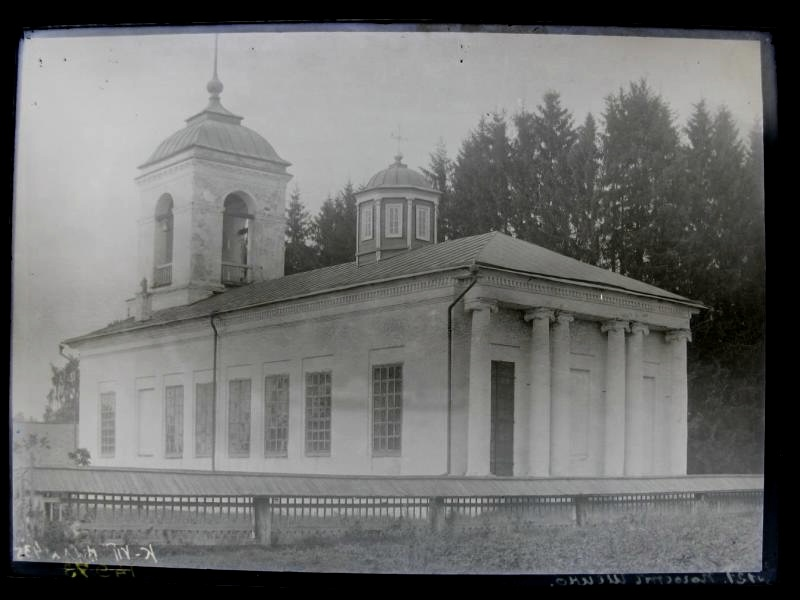
Начало XX века.
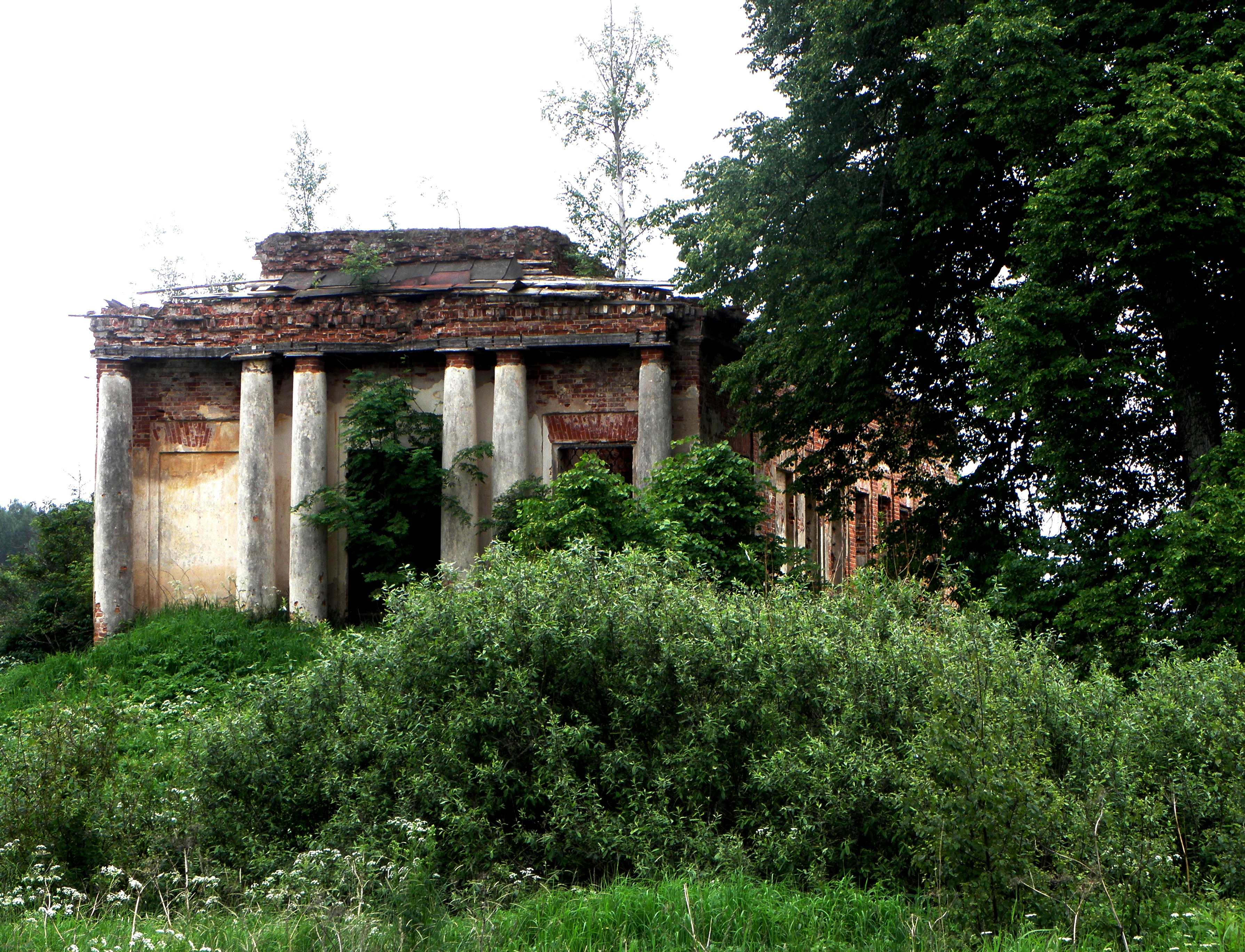
Настоящее время. Вид с запада.